# NATO fonetikus ábécé
A NATO fonetikus ábécé, vagy hivatalos nevén az IRSA (International Radiotelephony Spelling Alphabet) a jelenleg legszélesebb körben használt és legelterjedtebb betűzési rendszer az angol nyelvterületen. Elsődlegesen azzal a céllal fejlesztették ki és tették mindenekelőtt katonai távközlési szabvánnyá, hogy az élőszóban váltott üzenetekben szereplő betűk és számjegyek egyértelműen, félreértést kizáróan hangozzanak el. Másodlagos cél volt az ilyen jellegű kommunikáció egységesítése.
Egy köznapi beszélgetés során a szavak összekapcsolódása, a szövegkörnyezet (kontextus) és a hangsúly is segítenek a hallottak értelmezésében és megértésében. A beszélt nyelv számottevő adattöbbletet (redundanciát) tartalmaz az egyes nyelvi elemek, szavak önálló jelentésén felül, mely akkor is érthetővé teszi a közlendőt, ha a kommunikáló felek kiejtése, hallása nem kifogástalan, vagy a kommunikációs közeg (pl. telefonvonal vagy rádiókapcsolat) minősége kedvezőtlen. Ugyanakkor adatok, rövidítések, koordináták, azonosító kódok és még számtalan 'értelmetlen' beszédelem esetében e redundanciák hiányoznak, miközben azok egyértelműsége, pontossága kritikus lehet (repülésirányítás, hadvezetés, építőipar stb.).
A NATO fonetikus ábécé olyan kódszavakkal reprezentálja az angol ábécé egyes betűit, melynek ismerete, kiejtése és azonosítása egyértelmű a kommunikáció résztvevői számára, még azok eltérő anyanyelvűsége esetében is. A kódszavak annyira különbözőek, hogy félreérthetőségük esélye igen csekély.
Bár eredetileg katonai célra szánták, elterjedt és általánosan használttá vált minden olyan területen, ahol az angol a kommunikáció nyelve. Talán a legnagyobb és legösszetettebb ilyen terület a nemzetközi katonai és polgári légi közlekedés és légiforgalom irányítás. Az ábécé 26 betűből és 10 számból áll.

## Az ábécé
| hangzó | kódszó                                               | fonetikus írásmód        | magyaros ejtésmód |
| ------ | ---------------------------------------------------- | ------------------------ | ----------------- |
| A      | Alfa (ICAO, ITU, IMO, FAA) Alpha (ANSI)              | ˈalfa                    | alfa              |
| B      | Bravo                                                | ˈbravo                   | brávó             |
| C      | Charlie                                              | ˈtʃali vagy ˈʃali        | csáli             |
| D      | Delta                                                | ˈdɛlta                   | delta             |
| E      | Echo                                                 | ˈɛko                     | ekó               |
| F      | Foxtrot                                              | ˈfɔkstrɔt                | foksztrot         |
| G      | Golf                                                 | ˈɡɔlf                    | golf              |
| H      | Hotel                                                | hoˈtɛl                   | hotel             |
| I      | India                                                | ˈɪndia                   | india             |
| J      | Juliett (ICAO, ITU, IMO, FAA) Juliet (ANSI)          | ˈdʒuliˈɛt                | dzsuliet          |
| K      | Kilo                                                 | ˈkilo                    | kiló              |
| L      | Lima                                                 | ˈlima                    | líma              |
| M      | Mike                                                 | ˈmai̯k                    | májk              |
| N      | November                                             | noˈvɛmba                 | novemba           |
| O      | Oscar                                                | ˈɔska                    | oszka             |
| P      | Papa                                                 | paˈpa                    | papá              |
| Q      | Quebec                                               | keˈbɛk                   | kebek             |
| R      | Romeo                                                | ˈromio                   | rómió             |
| S      | Sierra                                               | siˈɛra                   | sziera            |
| T      | Tango                                                | ˈtaŋɡo                   | tangó             |
| U      | Uniform                                              | ˈjunifɔm vagy ˈunifɔm    | junifom           |
| V      | Victor                                               | ˈvɪkta                   | vikta             |
| W      | Whiskey                                              | ˈwɪski                   | viszki            |
| X      | X-ray or Xray                                        | ˈɛksrei̯                  | ekszréj           |
| Y      | Yankee                                               | ˈjaŋki                   | janki             |
| Z      | Zulu                                                 | ˈzulu                    | zulu              |
| 0      | Zero (FAA) Nadazero (ITU, IMO)                       | ˈziro vagy ˈnaˈdaˈzeˈro  | zíró              |
| 1      | One (FAA) Unaone (ITU, IMO)                          | ˈwan vagy ˈuˈnaˈwan      | van               |
| 2      | Two (FAA) Bissotwo (ITU, IMO)                        | ˈtu vagy ˈbiˈsoˈtu       | tú                |
| 3      | Three (FAA) Terrathree (ITU, IMO)                    | ˈtri vagy ˈteˈraˈtri     | trí               |
| 4      | Four (FAA) Kartefour (ITU, IMO)                      | ˈfoa vagy ˈkaˈteˈfoa     | fóa               |
| 5      | Five (FAA) Pantafive (ITU, IMO)                      | ˈfai̯f vagy ˈpanˈtaˈfai̯f  | fájf              |
| 6      | Six (FAA) Soxisix (ITU, IMO)                         | ˈsɪks vagy ˈsɔkˈsiˈsɪks  | sziksz            |
| 7      | Seven (FAA) Setteseven (ITU, IMO)                    | ˈsɛvən vagy ˈseˈteˈsɛvən | szevön            |
| 8      | Eight (FAA) Oktoeight (ITU, IMO)                     | ˈei̯t vagy ˈɔkˈtoˈei̯t     | éjt               |
| 9      | Nine (FAA) Novenine (ITU, IMO) (No 'r' in spellings) | ˈnai̯na vagy ˈnoˈveˈnai̯na | nájna             |

Érdekesség, hogy az A-betűt reprezentáló Alfa és a J-betűt reprezentáló Juliett kódszavak nem angol írásmód szerint szerepelnek az ábécében. Ennek épp az az oka, hogy nem angol anyanyelvű használók számára is egyértelmű legyen a kiejtés. Az eredeti alpha írásmód a legtöbb európai nyelven nem f-ként ejtendő lenne, az angolokon kívül csak a franciák számára volna természetes. Az eredeti írásmód szerinti Juliet pedig épp a franciák miatt nem működne jól, mert a francia szóvégi egyszeres 't' néma.
Mindemellett a szavak kiejtésének pontossága nem lényeges, hiszen éppen azért választottak ehhez a kódnyelvhez katonai és repülési szövegekben ritkán előforduló, könnyen felismerhető, nemzetközi szavakat, hogy az angol, magyar, spanyol vagy japán akcentus ellenére is mindenhol felismerhetőek legyenek.
A többjegyű számokat számjegyenként kell kimondani. Rádiófrekvencia megadásakor és más esetekben szükség lehet tizedes tört megadására is. Ilyen esetben a tizedespont helyén a decimal szó használata az igazán szabatos, de az angol point szót is sokat használják.

## Lásd még
- Magyar betűzési ábécé